# Чураки (Пермский край)
Чура́ки — село в Косинском районе Пермского края. Входит в состав Левичанского сельского поселения. Располагается юго-восточнее районного центра, села Коса. Расстояние до районного центра составляет 45 км. По данным Всероссийской переписи населения 2010 года, в селе проживало 160 человек (82 мужчины и 78 женщин).

## История
До Октябрьской революции село Чураки было административным центром Чураковской волости, а в 1927 году — Чураковского сельсовета. По данным переписи населения 1926 года, в селе насчитывалось 68 хозяйств, проживало 329 человек (160 мужчин и 169 женщин). Преобладающая национальность — коми-пермяки. Действовала школа первой ступени, врачебный или фельдшерский пункт.
По данным на 1 июля 1963 года, в селе проживало 319 человек. Населённый пункт входил в состав Чураковского сельсовета.